# جون روس
جون روس (بالإنجليزية: John Ross)‏ (و. 1790 – 1866 م) هو سياسي، من الولايات المتحدة الأمريكية، ولد في ألاباما، توفي في واشنطن العاصمة، عن عمر يناهز 76 عاماً.

## مناصب
تولى منصب tribal chief.

## روابط خارجية
- جون روس على موقع الموسوعة البريطانية (الإنجليزية)